# Louis Friant
Pour les articles homonymes, voir Friant.
Louis Friant, né le 18 septembre 1758 à Morlancourt dans la Somme et mort le 24 juin 1829 à Seraincourt, dans le Val-d'Oise, est un général français de la Révolution et de l'Empire, comte de l'Empire et pair de France.

## Biographie

### Famille
Louis Friant est issu d'une famille originaire de Morlancourt dans le département de la Somme, où il nait le 18 septembre 1758. Il est le fils de Louis Friant, épicier et fabricant de cires dans ce village, et de Marguerite Quequet,.
Son père modeste cirier, le destine à la même profession et le met en apprentissage à Amiens, mais la vue des exercices militaires révèle sa vraie vocation, et en 1781 il part s'engager à Paris dans les Gardes françaises.

## Carrière militaire

### Du simple soldat au général de division
Engagé dans les gardes françaises en 1781, Friant les quitte en 1787 puis reprend du service en 1789 dans la garde nationale parisienne. Il part à l'armée de la Moselle et son « bataillon de l'Arsenal » l'élit lieutenant-colonel en chef. Il participe à la bataille d'Arlon, au siège de Charleroi et à la bataille de Fleurus. Remarqué par le général Schérer, il devient son chef d'état-major en juillet 1794 avant d'être nommé général de brigade le 3 août suivant à l'armée de Sambre-et-Meuse. La même année, il sert sous Kléber qui lui confie 12 000 hommes pour le siège de Maastricht. Il coopère à la prise de Luxembourg et le général en chef Jourdan lui donne le commandement de la province homonyme en juin 1795. À Luxembourg, il commit des « actes arbitraires et despotiques » envers les citoyens luxembourgeois, en prenant le maire Jean-Georges Pfortzheim et d'autres citadins en otage, en emprisonnant sans jugement des habitants et en déportant d'autres secrètement vers une prison à Metz. Après plusieurs actions d'éclat sur le Rhin, il est transféré en Italie sous les ordres du général Bernadotte en 1796. Il se bat avec intrépidité notamment au passage du Tagliamento et à la prise de Gradisca d'Isonzo, le 19 mars 1797.
Friant participe par la suite, à la campagne d'Égypte où il commande une brigade de la division Desaix en compagnie des généraux Morand et Davout. Il s'illustre lors de la bataille des Pyramides ainsi qu'aux combats de Sédiman et de Samanhoud. Nommé général de division le 4 septembre 1799, il est vainqueur à Aboumanali en février 1800 et participe aux dernières opérations dans le delta ; défendant le fort Jullien, il capitule le 19 avril 1801 face à une armée turco britannique. Il rentre en France à la fin de l'année 1801.

### Général de l'Empire
À partir de 1803, le général Friant commande une des trois divisions de fer du maréchal Davout. Grand aigle de la Légion d'honneur en 1805, il se signale à Austerlitz, où trois chevaux sont tués sous lui, en arrivant sur les lieux après une marche forcée et en supportant le choc de l'attaque autrichienne, contribuant pour beaucoup à la victoire française. Il participe également aux batailles d'Auerstaedt et de Golymin en 1806 et se trouve l'année suivante à la bataille d'Eylau où il est blessé. Comte de l'Empire en 1808, il se bat à Eckmühl le 22 avril 1809, puis à Ratisbonne, Essling et Wagram où il est touché par un éclat d'obus à l'épaule en prenant d'assaut la tour de Neusiedl.

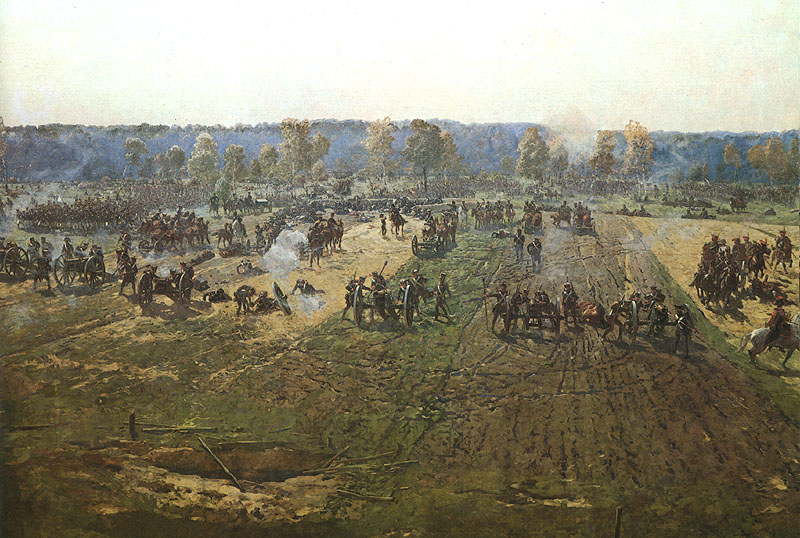
L’artillerie du général Friant canonnant les « flèches de Bagration ». Détail du Panorama de Borodino par Franz Roubaud (1912).

Lors de la campagne de Russie en 1812, il commande une division du 1er corps qui contribue à la prise de Smolensk au cours de laquelle il est de nouveau blessé le 17 août. Sa division s'empare du village de Semionovskoïe le jour de la bataille de la Moskova le 7 septembre, et détruit une colonne russe. Friant reçoit la même année le titre très envié de colonel commandant les grenadiers à pied de la Vieille Garde. Ses blessures le forcent cependant à l'inaction jusqu'au mois d'août 1813. Chambellan de l'Empereur à cette date, il est des grandes batailles de la campagne d'Allemagne et commande la 4e division de la Jeune Garde à Dresde et Hanau. Il se fait encore remarquer en 1814, lors de la bataille de Champaubert.

### Restauration et Cent-Jours
Il est maintenu dans la Garde royale sous la Première Restauration et Louis XVIII le fait chevalier de l'ordre de Saint-Louis le 1er juin 1814. Friant est toutefois l'un des premiers à se rallier à Napoléon lors de son retour. Le 2 juin, Napoléon le fait pair de France. En 1815, il prend part à la bataille de Waterloo à la tête de la 1re division d'infanterie de la Vieille Garde (1er et 2e grenadiers à pied) où il se bat jusqu'au bout avec la Garde impériale. Évacué blessé du champ de bataille, il est ramené dans la voiture même de l'Empereur.
Louis XVIII le met finalement à la retraite après vingt-trois ans de service. Il meurt le 24 juin 1829 à Seraincourt (hameau de Gaillonnet), dans le Val-d'Oise où il avait fait restaurer un ancien prieuré.
Son nom est inscrit sur l'arc de triomphe de l'Étoile à Paris.

## Mariage et descendance

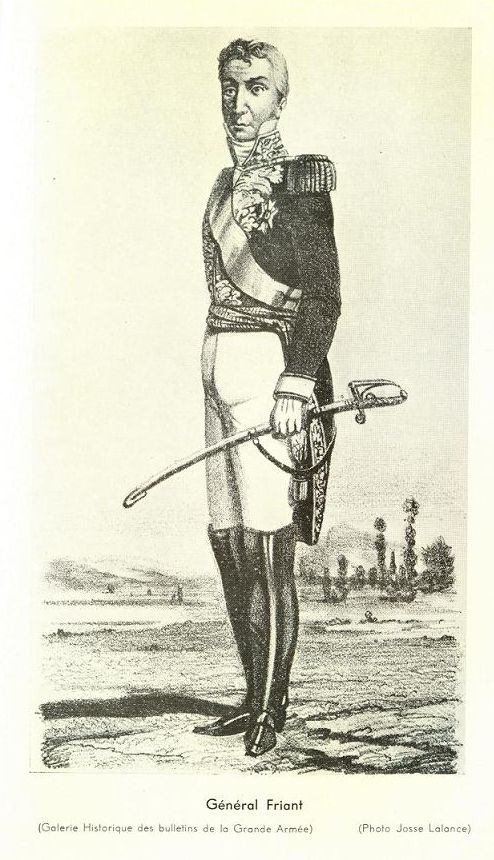
Le général Friant.

Il épouse en 1788, Joséphine-Emmanuelle-Rose Martin (décédée en 1793), dont il eut un enfant, : 
- Jean-François Friant (1790-1867), 2e comte de l'Empire, général de brigade, aide de camp de Louis-Philippe Ier et commandant de la Garde nationale de Paris, marié en 1821, à Paris avec Elisabeth Seguin (+1850), dont deux enfants)[8],[2] : 
  - Louis-Gilbert-François-Léon Friant (1822-1899), 3e et dernier comte de l'Empire, général de division et inspecteur général permanent de cavalerie, sans postérité de son mariage le 21 avril 1863, avec Françoise-Elisabeth-Sidonie Ursin, veuve Ravier.
  - Marie Émilie (1827-1851) (Madame Drake del Castillo)[8],[2].

Il se remarie le 22 décembre 1804, à Paris avec Louise-Charlotte Leclerc, sœur du général Charles Victoire Emmanuel Leclerc, époux de Pauline Bonaparte. De ce second mariage il a une fille unique  : 
- Louise, née en 1815 à Paris et morte le 9 avril 1869, à Clermont (Oise)[2].

## Décorations
- Grand aigle de la Légion d'honneur
- Commandeur de l'Ordre de la Couronne de fer
- Commandeur de l'Ordre royal et militaire de Saint-Louis